# Парецки, Сара
Сара Парецки (англ. Sara Paretsky, род. 8 июня 1947) — американская писательница.

## Биография
Родилась 8 июня 1947 года в Эймсе, Айова. Выросла в Канзасе, где училась в Канзасском университете, получив диплом политолога. Также училась в Чикаго, получив звание доктора исторических наук и позже магистра финансов. После университета работала менеджером в страховой компании. Её муж — профессор физики Университета Чикаго.
Начало литературной деятельности не было удачным. Вышедший в 1982 году первый роман «Indemnity only» разошёлся тиражом в несколько тысяч и в основном по библиотекам. Успех вызвала серийная героиня писательницы — частный детектив, дочь иммигрантки из Италии и потомка иммигрантов из Польши, Виктория Ифигения (В.Й.) Варшавски (V.I. Warshawski).
Сара Парецки была одним из основателей организации «Sisters in Crime». В 1986 году её выбрали первым президентом организации. В 2015 году Парецки возглавляла Ассоциацию детективных писателей США.

## Награды
Её творчество отмечено наградами Марка Твена, премией «Серебряный кинжал», «Алмазный кинжал Картье».

## Экранизации
- По мотивам книг Сары Парецки снят фильм «В. И. Варшавски».